# At home
《at home》為日本歌手柴崎幸於2007年2月21日發行的第12張單曲（含RUI名義）。

## 簡介
與下張單曲《遇見愛》為兩張兩個月連續發行企劃單曲。

## 發行版本
- CD ONLY

## 曲目
1. at home
作詞：柴咲コウ 作曲:鶴田勇気 編曲:REO　絃樂團編曲:前嶋康明
TBS電視台《恋するハニカミ!》主題曲
2. sonoinochi
作詞：柴咲コウ　作曲:so-to　編曲：前嶋康明
3. at home (Backing Track)
作曲：鶴田勇氣　編曲:REO　絃樂團編曲：前嶋康明

## 外部連結
- at home （Music Video）（页面存档备份，存于） - YouTube